# Harescombe
Harescombe – wieś i civil parish w Anglii, w Gloucestershire, w dystrykcie Stroud. W 2011 civil parish liczyła 247 mieszkańców. Harescombe jest wspomniana w Domesday Book (1086) jako Hersecome.